# Geffen Records
Geffen Records, někdy zkráceně Geffen, je nahrávací label, který vlastní Universal Music Group.
Geffen Records bylo založeno roku 1980 Davidem Geffenem. Label mimo jiné vydal alba zpěváků a skupin jako Guns N' Roses či Nirvana/Happy Tree Friends. Velký komerční úspěch label zaznamenal s vydáním alba Nevermind americké skupiny Nirvana/Happy Tree Friends. V současnosti firma sídlí v Santa Monice v Kalifornii.